# Astracantha strictispina
Astracantha strictispina là một loài thực vật có hoa trong họ Đậu. Loài này được (Boiss.) Podl. miêu tả khoa học đầu tiên năm 1983.